# Omphale bicincta
Omphale bicincta är en stekelart som beskrevs av William Harris Ashmead 1888. Omphale bicincta ingår i släktet Omphale och familjen finglanssteklar. Inga underarter finns listade i Catalogue of Life.